# Zemský okres Míšeň
Zemský okres Míšeň (německy Landkreis Meißen) je okres v německé spolkové zemi Sasko. Sídlem okresu je město Míšeň. Má přibližně 241 tisíc obyvatel.

## Města a obce
Zemský okres se celkem skládá z 28 obcí, z toho je 10 měst (5 z nich má status velké okresní město). Město s největším počtem obyvatel je Radebeul (33 804 obyvatel), přičemž okresní město Míšeň je s 29 051 obyvateli až třetí v pořadí. Nejlidnatější obcí bez statusu města je Weinböhla (10 530 obyvatel), obcí s nejmenším počtem obyvatel je Wülknitz (1 618 obyvatel). Plošně největší obcí zemského okresu je město Großenhain (130,4 km²), nejmenší pak Glaubitz (14,0 km²). 
|     | Název         | Status              | Počet obyvatel | Rozloha   |
| --- | ------------- | ------------------- | -------------- | --------- |
| 1.  | Coswig        | velké okresní město | 20 561         | 25,9 km²  |
| 2.  | Diera-Zehren  | obec                | 3 199          | 43,2 km²  |
| 3.  | Ebersbach     | obec                | 4 323          | 84,4 km²  |
| 4.  | Glaubitz      | obec                | 2 073          | 14,0 km²  |
| 5.  | Gröditz       | město               | 6 834          | 28,9 km²  |
| 6.  | Großenhain    | velké okresní město | 18 077         | 130,4 km² |
| 7.  | Hirschstein   | obec                | 1 951          | 34,6 km²  |
| 8.  | Käbschütztal  | obec                | 2 787          | 50,5 km²  |
| 9.  | Klipphausen   | obec                | 10 427         | 111,7 km² |
| 10. | Lampertswalde | obec                | 2 510          | 63,7 km²  |
| 11. | Lommatzsch    | město               | 4 745          | 66,6 km²  |
| 12. | Míšeň         | velké okresní město | 29 051         | 30,9 km²  |
| 13. | Moritzburg    | obec                | 8 327          | 46,5 km²  |
| 14. | Niederau      | obec                | 4 119          | 35,3 km²  |
| 15. | Nossen        | město               | 10 377         | 122,7 km² |
| 16. | Nünchritz     | obec                | 5 419          | 31,3 km²  |
| 17. | Priestewitz   | obec                | 3 155          | 61,3 km²  |
| 18. | Radebeul      | velké okresní město | 33 804         | 26,1 km²  |
| 19. | Radeburg      | město               | 7 614          | 54,0 km²  |
| 20. | Riesa         | velké okresní město | 29 127         | 58,9 km²  |
| 21. | Röderaue      | obec                | 2 525          | 28,8 km²  |
| 22. | Schönfeld     | obec                | 1 781          | 39,1 km²  |
| 23. | Stauchitz     | obec                | 3 051          | 32,5 km²  |
| 24. | Strehla       | město               | 3 726          | 30,3 km²  |
| 25. | Thiendorf     | obec                | 3 869          | 74,5 km²  |
| 26. | Weinböhla     | obec                | 10 530         | 19,0 km²  |
| 27. | Wülknitz      | obec                | 1 618          | 27,9 km²  |
| 28. | Zeithain      | obec                | 5 580          | 81,6 km²  |